# Molí de Can Tura
El Molí de Can Tura és una obra de Sant Aniol de Finestres (Garrotxa) inclosa a l'Inventari del Patrimoni Arquitectònic de Catalunya.

## Descripció
Degut a la poca visibilitat d'aquest molí, només es poden observar dues arcades a través de les què passava la canal del riu, d'arc de mig punt i amb dovelles.

## Història
Aquest molí està situat a la Vall de la Llémena, el pulmó verd del Gironès. La riera de Llémena va generar una gran activitat econòmica durant l'Edat Mitjana, entre els segles xi i xii. Durant aquesta època, al municipi de Sant Aniol de Finestres es van construir molins com el de Mitjanes, el d'en Clascar, el de Can Tura o el Molinot.